# Tadeusz Czacki
Pour les articles homonymes, voir Czacki.
Tadeusz Czacki, né à Poryck (actuellement en Ukraine) le 28 août 1765 et mort le 8 février 1813 à Dubno, est un homme d'État, philosophe et éducateur polonais, l'un des fondateurs de la Société des Amis des Sciences.
Il est staroste de Nowogródek lors du partage de la Pologne (1791). Ses biens lui sont confisqués ; mais à la mort de Catherine II de Russie (1796), l'empereur Paul Ier de Russie les lui rend. Nommé conseiller sous Alexandre Ier de Russie, il consacre toute son influence à relever le commerce et à faire fleurir les lettres dans la Pologne. Il fonde en 1805 le prestigieux Lycée de Krzemieniec appelé l'« Athènes de Volhynie » fréquentée par Juliusz Słowacki. Czacki organise un grand nombre d'écoles en Ukraine. On lui doit plusieurs ouvrages d'histoire et d'économie politique ; le plus important est un Essai historique et philosophique sur les lois de la Lituanie, Varsovie, 1800.

## Source
Cet article comprend des extraits du Dictionnaire Bouillet. Il est possible de supprimer cette indication, si le texte reflète le savoir actuel sur ce thème, si les sources sont citées, s'il satisfait aux exigences linguistiques actuelles et s'il ne contient pas de propos qui vont à l'encontre des règles de neutralité de Wikipédia.